# Davidson (Carolina del Nord)
Davidson è una città degli Stati Uniti d'America situata nella Carolina del Nord, nella Contea di Mecklenburg.